# Videogioco party
Un videogioco party (in inglese party video game o brevemente party game) è un videogioco consistente in una serie di semplici minigiochi, di breve durata e facili da controllare, progettati principalmente per il multigiocatore.
Prende il nome dall'inglese party game, che in inglese è utilizzato anche nell'ambito dei giochi tradizionali, e corrisponde a gioco di società, appunto un gioco che coinvolge facilmente molti giocatori in una situazione di svago collettivo, ad esempio una festa.
La nascita del genere si può far risalire al 1982 con Party Mix, ma l'esempio più celebre è costituito dalla serie Mario Party iniziata nel 1998.